# Atlantoraja castelnaui
Atlantoraja castelnaui és una espècie de peix de la família dels raids i de l'ordre dels raïformes.

## Morfologia
- Els mascles poden assolir 132 cm de longitud total.[3][4]

## Reproducció
És ovípar i les femelles ponen càpsules d'ous, les quals presenten com unes banyes a la closca i fan 92–103 mm de llarg i 72–80 mm d'ample.

## Hàbitat
És un peix marí, de clima subtropical (20°S-40°S, 60°W-40°W) i demersal que viu entre 10–100 m de fondària.

## Distribució geogràfica
Es troba a l'oceà Atlàntic sud-occidental: el Brasil, l'Uruguai i l'Argentina.

## Ús comercial
És emprat com a farina de peix.

## Observacions
És inofensiu per als humans.